# ملك روما (حمامة)
ملك روما هو اسمٌ أُطلق على إحدى ذُكور حمائم السباق بعد أن فاز بِسباقٍ طويلٍ امتدَّ لِمسافة 1,611 كيلومتر (1,001 أميال) ابتداءً من روما عاصمة إيطاليا، وانتهاءً بلندن عاصمة المملكة المُتحدة. وذلك في سنة 1913م. أصبح هذا الطائر موضع أُغنيةٍ وكتابٍ من تأليف دايڤ سدبري، بالإضافة إلى مسرحيَّةٍ إذاعيَّة. سُجِّلت أفضل نسخة من الأُغنية سالِفة الذِكر على يد المُطربة الفلكلوريَّة الإنگليزيَّة جون تابور.

## الطائر نفسه
أُطلق اسم «ملك روما» على إحدى ذُكور الحمام زرقاء الريش المُخصصة للتسابق، بعد أن فاز بسباقٍ طويلٍ بلغت مسافته 1,611 كيلومترًا (1,001 أميال)، انطلاقًا من مدينة روما عاصمة إيطاليا، وُصولًا إلى لندن عاصمة المملكة المُتحدة، وذلك سنة 1913م. حمل الطائر الرقم NU1907DY168 على حلقة ساقه (الحلقة التي توضع على ساق كُل طائرٍ على حدى كي يسهل تمييزه عن غيره)، وكانت ملكيَّته تعود لِشارلي هدسون (وُلد خِلال عقد السبعينيَّات من القرن التاسع عشر وتُوفي يوم 13 آذار (مارس) 1958م عن عُمر يُناهز 84 سنة)، الذي أشرف على تفريخه وتربيته وإعداده لِيكون مُلائمًا للسباق، في منزله ومربى طُيوره الكائن في شارع بروك رقم 56 بِمدينة دربي (هُدم حاليًّا، 52°55′35″N 1°29′08″W / 52.9265°N 1.4855°W). قيل بأنَّ هدسون المذكور كان قد بدأ بالمُساهمة في سباق الحمام مُنذ سنة 1904م، وفي الوقت الذي جرى فيه السباق الذي أفضى إلى فوز طائره، شغل هدسون منصب رئيس وأمين سر نادي الطيران في البلدة، وكان يكتب عن شؤون تربية وسباق الحمام في جريدة «برق دربي المسائيَّة» (بالإنجليزية: Derby Evening Telegraph)‏. قدَّم هدسون طائره بعد أن نفق إلى متحف ومعرض دربي للفُنون حيثُ تمَّ تحنيطه وحفظه خلف الزُجاج تحت رقم التصنيف DBYMU.1946/48. عُرض الطائر للعُموم بدايةً من سنة 2011م، وكان قبل ذلك قد أُعير لِبضعة متاحف ومعارض، مثل متحف ولسال، وقاعة وولاتون في نوتينگهام.

## الأُغنية
شكَّل ملك روما ومالكه موضع أغنية وكتاب من تأليف دايڤ سدبري (مواليد دربي سنة 1943م)، وقد جاء فيها:
| بالإنگليزية                                                                                      | التعريب                                                                               |
| On the day of the big race a storm blew in A thousand birds were swept away and never seen again | يوم السِّباق الكبير هبَّت عاصفةٌ عاتية في وجه ألف طائر فنفختهم بعيدًا ولم يراهم أحدٌ بعد ذلك |
|                                                                                                  |                                                                                       |

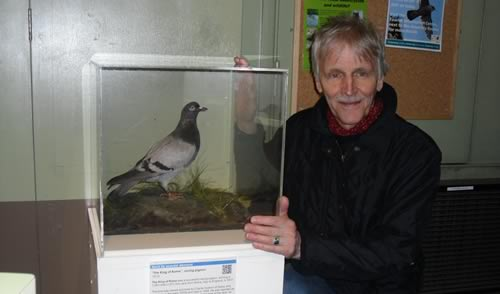
دايڤ سدبري مع الطائر، سنة 2012م. تضُمُّ شارة المعرض علامة كيو آر بيديا المُخصصة لِمُساعدة الزُوَّار على التعرُّف على ما يرونه عبر الإنترنت.

في إشارةٍ إلى المخاطر الكثيرة التي تُواجهها الطُيور أثناء السباق.
تولّت المُطربة جون تابور مُهمَّة تسجيل الأُغنية في ألبومها حامل عنوان «العقبة» الصَّادر سنة 1988م، بعد أن كانت قد استمعت إلى سدبري وهو يؤديها في برنامج المُسابقات «Songsearch» (حيثُ حلَّ رابعًا ) أواخر عقد الثمانينيَّات من القرن العشرين، حيثُ كانت تُشارك بِصفتها إحدى أعضاء لجنة التحكيم. أشار براين مكنيل، وهو من المُتسابقين الذين وصلوا النهائيَّات أيضًا، قائلًا:
أدَّى مكنيل الأُغنية بنفسه فيما بعد، ولها تسجيلٌ صوتيّ من إحدى الحفالات المُباشرة في ألبومه من سنة 2000م بالتعاون مع الفنان الإسكتلندي إيان ماكنتوش، حامل عنوان «Live and Kicking». كذلك، قام المُغني الفلكلوري الأمريكي ڤينس گيلبرت بتسجيل الأُغنية في ألبومه العائد لِسنة 1994م حامل عنوان «Edgewise» وكذلك فعل المُغني الفلكلوري الكندي گارنت روجرز في ألبومه من سنة 1990م حامل عنوان «Small Victories» وألبومه الآخر من سنة 2004م حامل عنوان «Summer Lightning». كذلك، قامت الفرقة الموسيقيَّة البريطانيَّة «Half Man Half Biscuit» بتسجيل نسخة من الأُغنية لِمحطَّة BBC الإذاعيَّة، غير أنَّها لم تُنشر. أيضًا، أدَّت فرقة «The Unthanks» الإنگليزيَّة الأُغنية في حفل توزيع جوائز BBC راديو 2 للأغاني الفلكلوريَّة.

## الكتاب
أصدرت دار «سدبري ليركس» كتابًا من 32 صفحة يتحدَّث عن الطائر، يحتوي على رُسوم بِريشة هانز سيفكو.

## الدراما الإذاعيَّة
كتب كُلٌّ من أنطوني آتيكن وأليسون گلوسوپ دراما إذاعيَّة حملت عنوان ملك روما في سنة 2013م، للاحتفال بالذكرى المئويَّة الأولى لِفوز الطائر بالسباق. وقد صدرت نسخة منها على شبكة الإنترنت.

## وصلات خارجيَّة

### معلومات
- كنوز التاريخ الطبيعي- ملك روما (بالإنجليزية)
- ملك روما (بالإنجليزية)
- مُقابلة: دايڤ سدبري – ملك روما – مُقابلة مع دايڤ سدبري بشأن الأُغنية ومسيرته المهنيَّة. (بالإنجليزية)

### في الإعلام
- Original Dave Sudbury version على يوتيوب
- Half Man Half Biscuit version على يوتيوب
- The Unthanks version على يوتيوب، بثٌ مُباشر خلال حفل توزيع جوائز BBC راديو 2 للأغاني الفلكلوريَّة.
- أنطوني آتيكن وأليسون گلوسوپ - ملك روما – دراما إذاعيَّة. (بالإنجليزية)